# Erica Musso
Erica Musso (Savigliano, 29 luglio 1994) è una nuotatrice italiana.

## Carriera
Proveniente da una famiglia di sportivi, Erica Musso ha iniziato a dedicarsi al nuoto all'età di 16 anni dopo avere in precedenza praticato diversi altri sport. Nel novembre 2013 è entrata a far parte del Gruppo Sportivo Fiamme Oro trasferendosi da Savona, città in cui è cresciuta, a Roma. Nello stesso periodo ha iniziato ad allenarsi nella capitale anche con la nazionale italiana di nuoto.
Ben presto ha ottenuto il suo primo successo internazionale, vincendo la medaglia d'argento ai mondiali di Kazan' 2015 nella staffetta 4x200m stile libero insieme ad Alice Mizzau, Chiara Masini Luccetti e Federica Pellegrini. In seguito ha partecipato pure agli europei in vasca corta di Netanya 2015 posizionandosi al 7º posto nei 400m sl. Il 2015 è stato inoltre l'anno in cui ha conquistato il suo primo titolo italiano, aggiudicandosi la medaglia d'oro nei 400m sl durante i campionati invernali.

## Palmarès
| Mondiali               | ---                  | ---                | 800 m stile libero   | 4x200 m stile libero              |
| 2015 Kazan' Russia     | ---                  | ---                | 19ª 8'39"55 Batterie | Argento 7'48"41 Frazione: 1'58"66 |
| Europei in vasca corta | 200 m stile libero   | 400 m stile libero | 800 m stile libero   | ---                               |
| 2015 Netanya Israele   | 13ª 1'57"34 Batterie | 7ª 4'02"28         | 8ª 8'22"48 Batterie  | ---                               |

### Campionati italiani
1 titolo individuale nei 400 m stile libero
| Anno | Edizione    | st.libero 200 m | st.libero 400 m | st.libero 4x200 m |
| ---- | ----------- | --------------- | --------------- | ----------------- |
| 2014 | Primaverili | -               | -               | 2                 |
| 2014 | Estivi      | 3               | 3               | -                 |
| 2015 | Primaverili | -               | -               | 2                 |
| 2015 | Invernali   | -               | 1               | -                 |